# Dal big bang ai buchi neri
Dal big bang ai buchi neri (A Brief History of Time) è un film documentario del 1991 diretto da Errol Morris.

## Documentario
Il documentario è co-prodotto da aziende di tre diversi Paesi (Stati Uniti, Regno Unito e Giappone). Non ci sono attori e personaggi immaginari, e nemmeno una sceneggiatura, ma ci sono degli scienziati nel ruolo di se stessi, tra cui Stephen Hawking e Roger Penrose.